# Бікіні (роман)
«Бікіні» (пол. Bikini) — роман  польського письменника Януша Вишневського, виданий у 2009 році.

## Передісторія
Третій роман польського письменника Януша Леона Вишневського — це історія кохання американця і німецької дівчини, яка розгортається на тлі Другої Світової війни.
Історія головної героїні заснована на реальних подіях. Сам автор дізнався про цю історію від пастора того костелу, про яку йде мова в книзі. Була така дівчина, яка ходила по місту і фотографувала. Що з нею сталося після війни — невідомо. Інша частина історії, звичайно, вигадка.

## Сюжет
Роман «Бікіні» починається в зруйнованому Дрездені, де головна героїня Анна переживає всі жахи бомбардування у лютому 1945 р. Вона мріє стати фотографом і батько дарує їй на день народження фотоапарат. Найкращими фотографіями Анни стають сцени її рідного міста в пожежах, руїни будинків і люди, яких уже немає. Ганна буває у старому соборі, згадує своє дитинство, ненависть батьків до Адольфа Гітлера, свою першу любов зі скрипалем в склепі і мріє, щоб війна закінчилася.
Стенлі — репортер в New York Times, він насолоджується роботою, змінює жінок і живе в місті, яке не знає війни. Редактор його газети посилає Стенлі в Європу, щоб він написав статтю про війну, яка так далеко від них. Стенлі переживає весь жах Другої Світової поки дістається до Дрездена, де випадково зустрічає Анну і бачить її фотографії. Стенлі просить свого редактора перевести Ганну до Америки. Пройшовши численні перевірки на кордоні та випробувавши повну байдужість при відсутності потрібних паперів, вони все ж прибувають до Нью-Йорка, де публікуються фотографії Анни. Завдяки своєму знанню англійської, Ганна одержує можливість працювати в тій же газеті, що і Стенлі. Анна живе в невеликій квартирі, знайомиться з сусідом євреєм, дружбу з яким засуджують інші жителі району. Ганні не звикати — у Німеччині її родина переховувала єврейського хлопчика в підвалі, поки про це не дізналися німецькі солдати. Пізніше Анна знайомиться з братом Стенлі Ендрю, замкнутим і відлюдним. Ендрю цікавий Ганні своєю загадковістю і вони починають зустрічатися. Анна не знає, що Ендрю працює над  Мангеттенським проєктом. Вона дізнається про це тільки під час відрядження на атол Бікіні, де проходили випробування ядерної зброї. Ганна немов знову занурюється у своє минуле в Німеччині, вона налякана, вона ненавидить Ендрю за це. Вона наспіх робить фотографії і летить у Нью-Йорк. Закінчується книга епізодом у кафе, де Анна сидить з дружиною Стенлі і бачить газету з чорною першої смугою і єдиною білою записом — Бікіні.